# Loftet (film)
|  | Denne artikel er oprettet af botten Steenthbot ud fra en ekstern database. Den kan derfor have sproglige fejl eller mangler. Denne skabelon kan fjernes efter kontrol af indholdet. |

 For alternative betydninger, se Loftet. (Se også artikler, som begynder med Loftet)
Loftet er en dansk kortfilm fra 2014 instrueret af Lars Kristian Mikkelsen og efter manuskript af Rune Lünell og Lars Kristian Mikkelsen.

## Handling
De mødes på gangen i skolen, fordi de af forskellige årsager bliver sendt ud af deres klasser. Rasmus er stort set overladt til sig selv, da hans far bruger al sin energi på moren, der lider af en svær depression. Mikkel lider af tvangstanker (OCD). De to drenge indleder et venskab. Lidt efter lidt får Rasmus indviet Mikkel i sin mors sygdom. Rasmus tager Mikkel med op på et loft, hvorfra de gennem en skakt i gulvet kan følge Rasmus’ mor, der går til samtaleterapi. Venskabet giver Rasmus mod til at invitere Mikkel med hjem, men han får bange anelser, for under den seneste samtalerunde har moren fortalt, at hun lider af selvmordstanker.

## Medvirkende
- Trine Appel
- Lasse Fogelstrøm
- Martin Hestbæk
- Camilla Jeppesen
- Thomas Norgreen Nielsen
- Marie Nyborg Jørgensen
- Sussie Nøhr
- Oliver Methling Søndergaard